# Poduridae
La famiglia delle Poduridae annovera un'unica specie, la Podura aquatica, che misura al massimo 2 millimetri di lunghezza ed è un collembolo molto comune. Varia nel colore dal bruno o rosso brunastro al blu scuro o nero. La furcula, molto adatta alla vita sull'acqua, è piuttosto appiattita e lunga, raggiungendo il tubo ventrale (che aiuta il collembolo ad aderire alla superficie dell'acqua).

## Ciclo biologico
Questa specie passa gran parte della vita sulla superficie dell'acqua. Le uova sono deposte fra la vegetazione che si trova dentro o intorno a specchi d'acqua.

## Distribuzione
Emisfero settentrionale. Sulla superficie delle acque dolci in fossati, stagni, canali e zone paludose.